# Seznam škol a školských zařízení olomoucké arcidiecéze
Seznam škol a školských zařízení, která na území olomoucké arcidiecéze zřizuje či dozoruje římskokatolická církev.

## Základní školy
- Církevní základní škola v Kroměříži (zřizovatel: Arcibiskupství olomoucké)
- Církevní základní škola ve Veselí nad Moravou (zřizovatel: Arcibiskupství olomoucké)
- Církevní základní škola ve Zlíně (zřizovatel: Arcibiskupství olomoucké)
- Katolická základní škola v Uherském Brodě (zřizovatel: Arcibiskupství olomoucké)
- Základní škola Salvátor (Valašské Meziříčí, zřizovatel: Arcibiskupství olomoucké)
- Základní škola svaté Voršily v Olomouci (zřizovatel: Českomoravská provincie Římské unie řádu svaté Voršily)
- Cyrilometodějské gymnázium, základní škola a mateřská škola v Prostějově

## Střední školy
- Arcibiskupské gymnázium v Kroměříži (zřizovatel: Arcibiskupství olomoucké)
- Církevní gymnázium Německého řádu (zřizovatel: Německý řád)
- Církevní střední škola pedagogická a sociální Bojkovice (zřizovatel: Česká kongregace sester dominikánek)
- Cyrilometodějské gymnázium, základní škola a mateřská škola v Prostějově (zřizovatel: Arcibiskupství olomoucké)
- Stojanovo gymnázium (Velehrad, zřizovatel: Arcibiskupství olomoucké)

## Vyšší odborné školy
- Caritas - Vyšší odborná škola sociální Olomouc (zřizovatel: Arcibiskupství olomoucké)

## Vysoké školství
- Cyrilometodějská teologická fakulta Univerzity Palackého (dozoruje: arcibiskup olomoucký)

## Ostatní školská zařízení
- Církevní dětský domov Emanuel Stará Ves (zřizovatel: Arcibiskupství olomoucké)
- Dům Ignáce Stuchlého (Fryšták, zřizovatel: Salesiáni Dona Bosca)
- Salesiánské středisko mládeže Hroznová Lhota (zřizovatel: Salesiáni Dona Bosca)
- Salesiánské středisko mládeže Slušovice (zřizovatel: Salesiáni Dona Bosca)
- Salesiánské středisko mládeže Zlín (zřizovatel: Salesiáni Dona Bosca)
- Stojanova kolej (Olomouc, patří k CMTF UP)
- Teologický konvikt Olomouc (zřizovatel: Arcibiskupství olomoucké)